# Croton villosissimus
Croton villosissimus är en törelväxtart som först beskrevs av Robert Hippolyte Chodat och Emil Hassler, och fick sitt nu gällande namn av Radcl.-sm. och Rafaël Herman Anna Govaerts. Croton villosissimus ingår i släktet Croton och familjen törelväxter. Inga underarter finns listade i Catalogue of Life.